# سوون (جشن)

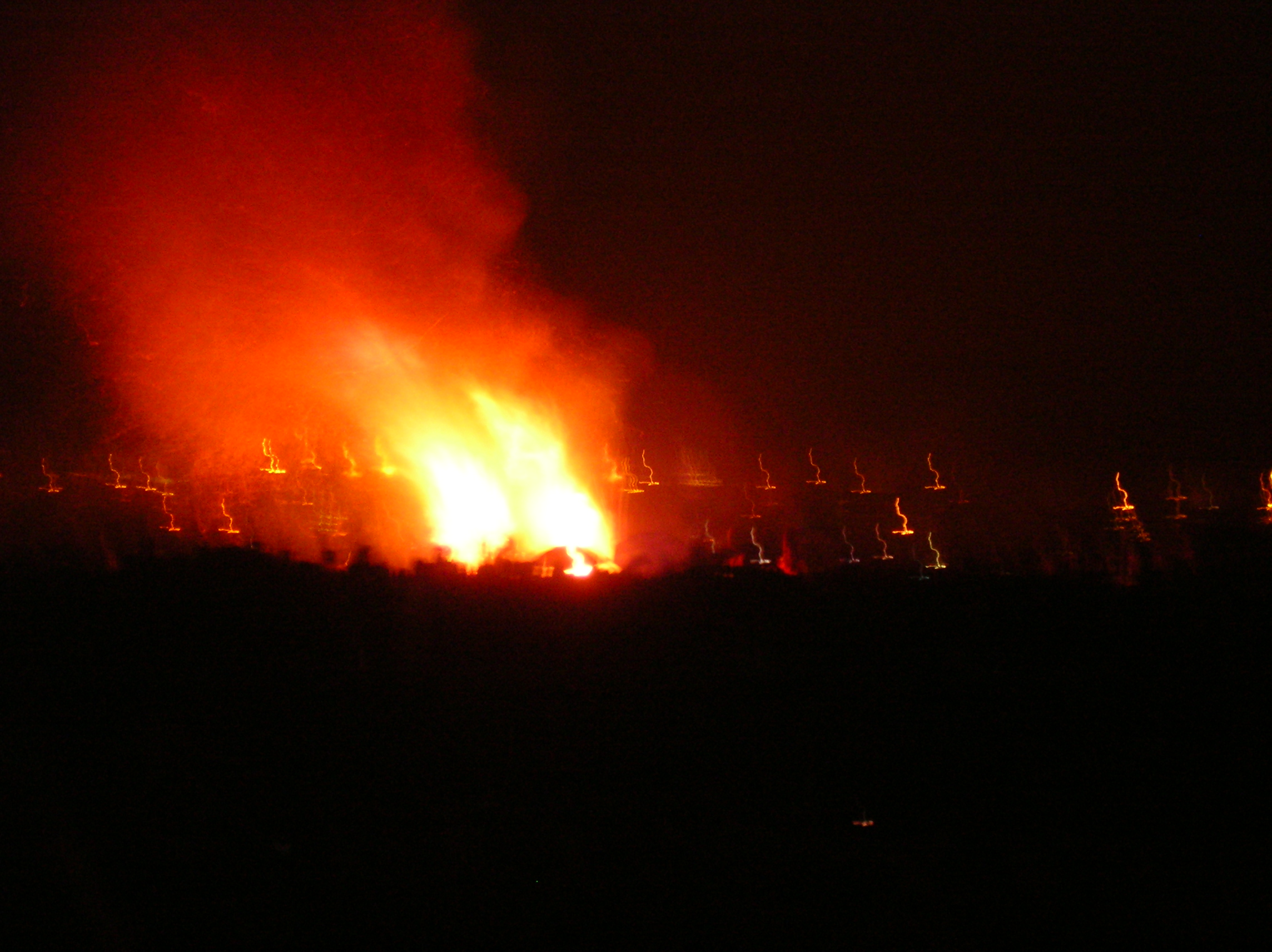
آتش در جشن سوون

سوون (به انگلیسی: Samhain) که گاهی به‌طور غلط به صورت سَمْهِین تلفظ می‌شود یک جشن برداشت محصول گیل (از شاخه‌های سلت‌ها) است که از ۳۱ اکتبر تا ۱ نوامبر برگزار می‌شد. از قرن نوزدهم این جشن به صورت «سال نوی سلت‌ها» توسط جان ریس و جیمز فریزر معرفی شد. تاریخ این جشن با جشن کاتولیک روز همه قدیسان از سده هشتم میلادی یکی است. این جشن بر جشن کنونی سکولار هالووین تأثیر زیادی داشته‌است. گال‌ها عقیده داشتند که در این روز ارواح مردگان به دیدار زندگان می‌آید.
زبان‌های گیلیک‌تبار در قرون وسطی این جشن را به صورت جشنی بر پایان برداشت محصول و پایان نیمه روشن سال و شروع نیمه تاریک سال شمرده‌اند. در این جشن عناصر زیادی از جشن روز مردگان به چشم می‌خورد همچنین ایجاد آتش و بازی در کنار آن از مراسم‌های جشن بود. این جشن توسط بعضی از نئوپگان‌ها گرامی داشته می‌شود.